# Рицона
Рицо́на (др.-греч. Ριτσώνα) — деревня в Греции. Расположена в 50 километрах к северо-западу от центра Афин, площади Омониас. Входит в общину (дим) Халкида в периферийной единице Эвбее в периферии Центральной Греции. Население 535 жителей по переписи 2011 года.
По западной окраине Рицоны проходит национальная дорога ΕΟ44, соединяющая Фивы и Халкиду.
В Рицоне расположена база Военно--воздушных сил Греции. На территории базы в марте 2016 года открыт лагерь для беженцев «Рицона». В августе 2016 года в лагере проживало 650 беженцев из Сирии.

## История
На месте Рицоны существовал древний город Микалесс, упоминаемый Гомером в «Списке кораблей» в «Илиаде». В ходе Пелопоннесской войны Микалесс был союзником Спарты и в 413 году до н. э. был захвачен фракийцами, что сопровождалось резнёй.
В ходе оккупации Греции странами «оси» 18 июня 1944 года в Рицоне были расстреляны 110 инвалидов греко-итальянской войны.

## Сообщество Вати
В общинное сообщество Вати входят четыре населённых пункта. Население 4098 жителей по переписи 2011 года. Площадь 89,566 квадратных километров.
| Населённый пункт | Население (2011), человек |
| ---------------- | ------------------------- |
| Вати             | 2385                      |
| Микрон-Вати      | 576                       |
| Паралия          | 602                       |
| Рицона           | 535                       |

## Население
| Год  | Население, человек |
| ---- | ------------------ |
| 1991 | 260                |
| 2001 | 223                |
| 2011 | ↗ 535              |